# ヨーゼフ・ラビツキー
ヨーゼフ・ラビツキー（チェコ語: Josef Labický, ドイツ語: Joseph Labitzky, 1802年7月4日 - 1881年8月18日）は、オーストリア帝国の作曲家、ヴァイオリニスト。自らの楽団を組織して「ボヘミアのヨーゼフ・ランナー」と呼ばれ、広くヨーロッパ中で活躍した。息子のアウグスト・ラビツキーも音楽家である。

## 作品
- 『熱狂的なガロップ』（Furioso-Galopp）op.24
- 『パウリーネ・ワルツ』（Paurinen-Walzer）op.33
- 『オーロラ・ワルツ』（Aurora-Walzer）op.34
- ガロップ『ツルニチソウ』（Immergrün）op.65
- 『イギリスの祝典音楽』（Jubelklänge aus Albion）op.70
  - 作曲年：1840年
- 『エドワード・ワルツ』（Eduard-Walzer）op.82
  - 作曲年：1841年
- 『シェーンブルン・ポルカ』（Schönbrunner Polka）op.151